# Canton de Reims-7
Le canton de Reims-7 est une circonscription électorale française située dans le département de la Marne et la région Grand Est.

## Géographie
Ce canton est organisé autour de Reims dans l'arrondissement de Reims.

## Histoire
Le canton de Reims-VII est créé par décret du 13 juillet 1973 réorganisant les cantons de Reims.
Il est modifié par le décret du 15 janvier 1982 créant le canton de Reims-IX.
Par décret du 21 février 2014, le nombre de cantons du département est divisé par deux, avec mise en application aux élections départementales de mars 2015. Le canton de Reims-7 est conservé et voit ses limites territoriales remaniées.

## Représentation

### Représentation avant 2015
| Période | Période      | Identité                  | Étiquette | Qualité                                                                               |
| ------- | ------------ | ------------------------- | --------- | ------------------------------------------------------------------------------------- |
| 1973    | 1980 (décès) | René Tys                  | PCF       | Ouvrier Député (1956-1958) Ancien conseiller général du Canton de Reims-3 (1964-1973) |
| 1980    | 2008         | Michel Voisin dit Lacroix | PS        | Maître de conférences Maire de Cormontreuil (1979-2008)                               |
| 2008    | 2015         | Jean Marx                 | PS        | Chercheur Maire de Cormontreuil Elu en 2015 dans le Canton de Reims-8                 |

### Représentation après 2015
| Période élective | Période élective | Mandat | Mandat   | Identité           | Nuance | Nuance | Qualité |
| ---------------- | ---------------- | ------ | -------- | ------------------ | ------ | ------ | --- |
| 2015             | 2021             | 2015   | 2021     | Laure Miller       |        | LR     | Juriste, adjointe au maire de Reims Vice-Présidente du Conseil départemental (Environnement - Développement durable) |
| 2015             | 2021             | 2015   | 2021     | Vincent Verstraete |        | UDI    | Animateur commercial, adjoint au maire de Reims                                                                      |
| 2021             | 2028             | 2021   | en cours | Laure Miller       |        | LR     | Conseillère sortante 6ème vice-présidente chargée de l'Environnement                                                 |
| 2021             | 2028             | 2021   | en cours | Vincent Verstraete |        | UDI    | Conseiller sortant                                                                                                   |

### Résultats détaillés

#### Élections de mars 2015
À l'issue du 1er tour des élections départementales de 2015, deux binômes sont en ballottage : Laure Miller et Vincent Verstraete (Union de la Droite, 30,8 %) et Christelle Jacquemin et Fabrice Mathieu (FN, 29,85 %). Le taux de participation est de 42,72 % (6 640 votants sur 15 542 inscrits) contre 48,93 % au niveau départemental et 50,17 % au niveau national.
Au second tour, Laure Miller et Vincent Verstraete (Union de la Droite) sont élus avec 65,96 % des suffrages exprimés et un taux de participation de 41,31 % (3 791 voix pour 6 420 votants et 15 542 inscrits).

#### Élections de juin 2021
Le premier tour des élections départementales de 2021 est marqué par un très faible taux de participation (33,26 % au niveau national). Dans le canton de Reims-7, ce taux de participation est de 21,47 % (3 396 votants sur 15 821 inscrits) contre 28,76 % au niveau départemental. À l'issue de ce premier tour, deux binômes sont en ballottage : Laure Miller et Vincent Verstraete (Union au centre et à droite, 40,82 %) et Cédric Lattuada et Jocelyne Potier (Union à gauche, 26,91 %).
Le second tour des élections est marqué une nouvelle fois par une abstention massive équivalente au premier tour. Les taux de participation sont de 34,36 % au niveau national, 29,32 % dans le département et 22,56 % dans le canton de Reims-7. Laure Miller et Vincent Verstraete (Union au centre et à droite) sont élus avec 62,75 % des suffrages exprimés (2 069 voix pour 3 569 votants et 15 821 inscrits),,. 

## Composition

### Composition de 1973 à 1982
Lors de sa création, le canton de Reims-VII est composé de :
- les communes de Cormontreuil, Saint-Léonard, Taissy et Trois-Puits ;
- la portion de territoire de la ville de Reims déterminée par l'axe des voies ci-après : avenue d'Épernay côté impair entre le boulevard Franchet-d'Esperey et les limites de la ville de Reims, les limites de la ville de Reims et des communes de Champfleury, Trois-Puits, Cormontreuil, Taissy, Saint-Léonard et Cernay-lès-Reims, le chemin de Beine par les Hauts côté pair, rue des Crayères côté pair, boulevard Diancourt, place des Droits-de-l'Homme, la voie du Rouillat, route de Louvois entre la voie du Rouillat et l'avenue Alexandre-de-Serbie, boulevard Louis-Barthou, boulevard du Président-Wilson côté pair jusqu'à l'avenue Paul-Marchandeau, boulevard du Président-Wilson jusqu'à l'avenue du Général-de-Gaulle, avenue du Général-de-Gaulle et boulevard Franchet-d'Esperay.

### Composition de 1982 à 2015

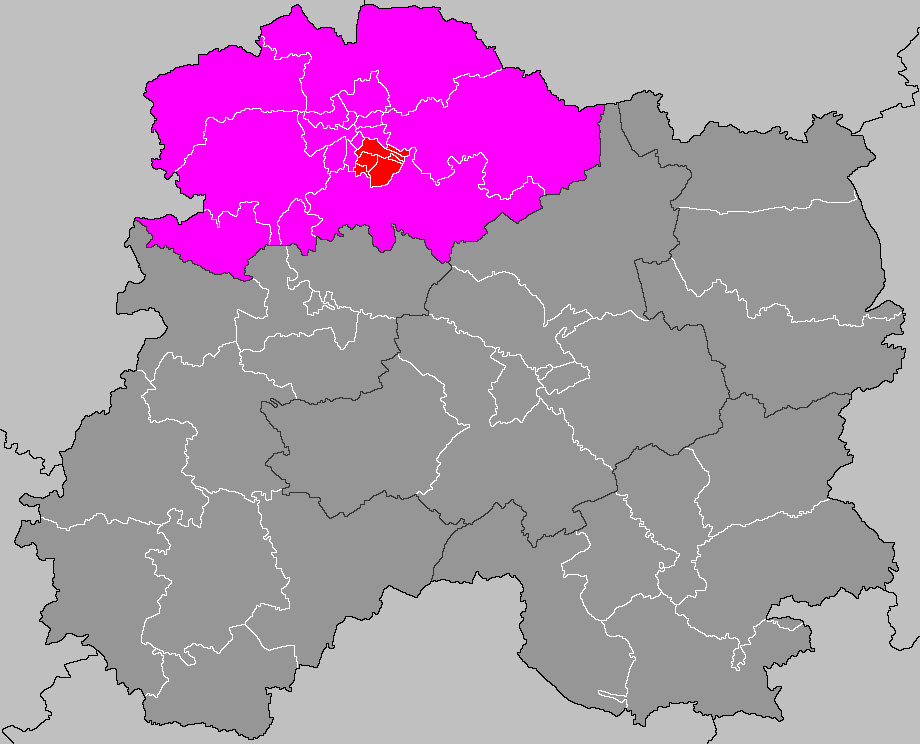
Situation du canton de Reims-7 dans le département de la Marne de 1982 à 2015.

Le redécoupage de 1982 entraîne une réduction de la taille du canton. Il est alors composé de :
- les communes de Cormontreuil, Saint-Léonard, Taissy et Trois-Puits ;
- la portion de territoire de la ville de Reims déterminée par l'axe des voies ci-après : chemin de Seine-par-les-Hauts, rue de Grayères, boulevard Diancourt (jusqu'à la place des Droits-de-l'Homme), avenue de Champagne (jusqu'à la ligne de chemin de fer Reims−Épernay), ligne de chemin de fer Reims-Épernay jusqu'à la limite intercommunale Reims-Cormontreuil.

### Composition depuis 2015
| Nom                           | Code Insee | Intercommunalité | Superficie (km2) | Population (dernière pop. légale)                 | Densité (hab./km2) | Modifier                                    |
| ----------------------------- | ---------- | ---------------- | ---------------- | ------------------------------------------------- | ------------------ | ------------------------------------------- |
| Reims (bureau centralisateur) | 51454      | CU Grand Reims   | 46,90            | Fraction : 28 551 (2022) Commune : 178 478 (2022) | 3 806              | modifier les données · modifier les données |
| Canton de Reims-7             | 5117       |                  |                  | 28 551 (2022)                                     |                    | modifier les données                        |

Le canton est désormais composé de la partie de la commune de Reims située au nord et à l'est d'une ligne définie par l'axe des voies et limites suivantes : depuis la limite territoriale de la commune de Bétheny, rue de la 12e-Escadre-d'Aviation, rue de Brimontel jusqu'à l'intersection de la rue Desbureaux, chemin vicinal, rue de la Husselle, ligne de chemin de fer, boulevard Robespierre, place Luton, rue Emile-Zola, rue Landouzy, rue Lesage, pont de Laon, avenue de Laon, place de la République, boulevard Jules-César, rue Gosset, rue du Docteur-Lemoine, rue Jacquart, rue Ruinart-de-Brimont, place du 30-Août-1944, rue Ruinart-de-Brimont, boulevard Saint-Marceaux, rue Henri-Barbusse, rue des Eparges, rue Gustave-Laurent, boulevard Pommery, rue des Thiolettes (incluse), limite du lycée professionnel de l'Yser, chemin des Moines, rue Charles-Lafitte, rue Bertrand-de-Mun, rue de Brazzaville, rue du Général-Carré, ligne droite se prolongeant jusqu'à la ligne de chemin de fer, ligne de chemin de fer, chemin des Courtes-Martin, rue Germaine-Tillion, jusqu'à la limite territoriale de la commune de Cernay-lès-Reims.

## Démographie

### Démographie avant 2015
| 1975 | 1982 | 1990   | 1999   | 2006   | 2011   | 2012   |
| ---- | ---- | ------ | ------ | ------ | ------ | ------ |
| -    | -    | 19 714 | 20 148 | 18 842 | 18 618 | 18 898 |

### Démographie depuis 2015
En 2022, le canton comptait 28 551 habitants, en évolution de −0,84 % par rapport à 2016 (Marne : −1,19 %, France hors Mayotte : +2,11 %).
| 2013   | 2018   | 2022   |
| ------ | ------ | ------ |
| 28 537 | 28 668 | 28 551 |